# 완도군의 농어촌버스
완도군의 농어촌버스는 전라남도 완도군을 중심으로 운행하는 버스를 이용한 대중교통 수단으로, 운수업체로는 고금여객, 금일여객, 노화교통, 보길여객, 소안여객, 신지여객, 완도교통, 청산여객, 생일마을버스가 있다.

## 요금
2023년 9월 기준 기본 요금은 전 노선 무료화로 더는 볼 수 없다.

## 운수 업체
2015년 11월 기준이다.
| 운행업체     | 등록대수 | 면허 일자        |
| ------------ | -------- | ---------------- |
| 고금여객     | 8        | 1978년 5월 16일  |
| 노화교통     | 2        | 1982년 5월 28일  |
| 보길여객     | 2        | 1980년 9월 19일  |
| 생일마을버스 | 1        |                  |
| 신지여객     | 2        | 1975년 7월 25일  |
| 완도교통     | 10       | 1987년 7월 25일  |
| 청산마을버스 | 1        | 1977년 12월 29일 |
| 청산여객     | 1        | 1977년 12월 29일 |
| 금일여객     | 4        | 1977년 11월 14일 |
| 소안여객     | 1        | 1984년 12월 4일  |

## 노선
| 노선                   | 운행업체       | 운행구간   | 운행구간 | 운행구간   | 경유지                                                                                   | 운행횟수                                | 비고                 |
| ---------------------- | -------------- | ---------- | -------- | ---------- | ---------------------------------------------------------------------------------------- | --------------------------------------- | -------------------- |
| 완도 ~ 남창            | 완도교통       | 완도       | ↔        | 남창       | 대가용, 불목, 원도, 달도                                                                 | 왕복 15회                               |                      |
| 완도 ~ 남창            | 완도교통       | 완도       | ↔        | 남창       | 망석, 정도, 화흥, 삼두, 원동, 달도                                                       | 왕복 13회                               |                      |
| 완도 ~ 망석            | 완도교통       | 완도       | ↔        | 망석       | 망남                                                                                     | 왕복 4회                                |                      |
| 원동 ~ 교인            | 완도교통       | 원동       | ↔        | 교인       | 망축, 초평, 용계                                                                         | 왕복 4회                                |                      |
| 완도 ~ 신지,동고       | 완도교통       | 완도       | ↔        | 신지,동고  | 송곡, 내정                                                                               | 왕복 9회                                |                      |
| 대가용 ~ 중리          | 완도교통       | 대가용     | ↔        | 중리       | 장좌, 대야, 대창, 황진                                                                   | 왕복 4회                                |                      |
| 망석 ~ 망축            | 완도교통       | 망석       | ↔        | 망축       | 석장, 화개, 대신, 갈문                                                                   | 왕복 4회                                |                      |
| 완도 ~ 남창            | 신완도교통     | 완도       | ↔        | 남창       | 대가용, 불목, 원동, 달도                                                                 | 왕복 3회                                |                      |
| 완도 ~ 남창            | 신완도교통     | 완도       | ↔        | 남창       | 망석, 정도, 화흥, 삼두, 원동, 달도                                                       | 왕복 3회                                |                      |
| 장용 ~ 사동            | 신완도교통     | 장용       | ↔        | 사동       | 상득암, 하득암, 관중, 관산, 신기, 우두, 천동                                             | 왕복 6회                                |                      |
| 장용 ~ 당목            | 신완도교통     | 장용       | ↔        | 당목       | 해동, 어두                                                                               | 왕복 5회                                |                      |
| 장용 ~ 당목            | 신완도교통     | 장용       | ↔        | 당목       | 해동, 어두, 가사                                                                         | 왕복 2회                                |                      |
| 어두 ~ 가교,회관       | 신완도교통     | 어두       | ↔        | 가교,회관  | 당목, 고금(우도, 사동, 득암)                                                             | 왕복 1회                                |                      |
| 어두 ~ 고금,석치       | 신완도교통     | 어두       | ↔        | 고금,석치  | 당목, 고금(우도, 사동, 득암)                                                             | 왕복 2회                                |                      |
| 감목 ~ 감목            | 금일여객       | 감목       | ↔        | 감목       | 구동, 신평, 궁항, 용항, 동성, 동성항, 신평, 구동                                         | 왕복 4회                                |                      |
| 감목 ~ 소랑            | 금일여객       | 감목       | ↔        | 소랑       | 구동, 신평, 궁항, 용항, 동성, 동성항                                                     | 왕복 2회                                |                      |
| 감목 ~ 일정항          | 금일여객       | 감목       | ↔        | 일정항     | 화전, 척지, 도장, 일정                                                                   | 일정항 방면 8회 운행 감목 방면 9회 운행 |                      |
| 감목 ~ 소랑도          | 금일여객       | 감목       | ↔        | 소랑도     | 구동, 신평, 월송, 동백, 사동                                                             | 왕복 10회                               |                      |
| 감목 ~ 일정항          | 금일여객       | 감목       | ↔        | 일정항     | 화전, 일정                                                                               | 일정항 방면 5회 운행 감목 방면 4회 운행 |                      |
| 이목 ~ 이목            | 노화교통       | 이목       | ↔        | 이목       | 포전, 소당, 도청, 염등, 미라, 삼마, 북고, 산양, 신목, 신리, 양하                         | 4회                                     | 순환 버스            |
| 이목 ~ 이목            | 노화교통       | 이목       | ↔        | 이목       | 충도, 석중, 천구, 동고, 구목, 양하리, 대당, 포전                                         | 4회                                     | 순환 버스            |
| 이목 ~ 당산            | 노화교통       | 이목       | ↔        | 당산       | 잘포리                                                                                   | 왕복 4회                                | 첫차 학생통학        |
| 이목 ~ 이목            | 노화교통       | 이목       | ↔        | 이목       | 충도, 석중, 천구, 동고, 구목, 산양, 북고, 미라, 삼마, 염등, 도청, 포전                   | 2회                                     | 서→동 방향 순환 버스 |
| 이목 ~ 이목            | 노화교통       | 이목       | ↔        | 이목       | 포전, 소당, 대당, 염등, 미라, 삼마, 북고, 산양, 신목, 신리, 구목, 동고, 천구, 충도       | 2회                                     | 동→서 방향 순환 버스 |
| 이목 ~ 당산            | 노화교통       | 이목       | ↔        | 당산       | 노화초등학교, 이목, 잘포                                                                 | 왕복 1회                                |                      |
| 이목 ~ 보길,청별       | 노화교통       | 이목       | ↔        | 보길,청별  |                                                                                          | 왕복 4회                                |                      |
| 완도터미널 ~ 동고      | 신지여객       | 완도터미널 | ↔        | 동고       | 가용, 강독, 물아태, 송곡, 임촌, 명사십리, 신리, 내정, 대푱, 신기, 신상, 월부, 가인, 동촌 | 왕복 9회                                |                      |
| 대평 ~ 내동            | 신지여객       | 대평       | ↔        | 내동       | 신기, 신상, 월부, 양지                                                                   | 왕복 1회                                |                      |
| 대평 ~ 삼마            | 신지여객       | 대평       | ↔        | 삼마       | 신기, 신상, 월부, 양지, 내동, 양천                                                       | 왕복 1회                                |                      |
| 대평 ~ 방죽포          | 신지여객       | 대평       | ↔        | 방죽포     | 신기, 신상, 월부, 양지, 내동, 월부, 가인, 동촌, 동고                                     | 왕복 1회                                |                      |
| 대평 ~ 삼마            | 신지여객       | 대평       | ↔        | 삼마       | 신기, 신상, 월부, 양지, 내동, 월부, 가인, 동촌, 동고, 방죽포, 양천                       | 왕복 3회                                |                      |
| 당목 ~ 가교            | 고금여객       | 당목       | ↔        | 가교       | 가래, 장용, 덕동, 석치, 청용, 교성, 가교회관                                             | 왕복 3회                                |                      |
| 당목 ~ 마량            | 고금여객       | 당목       | ↔        | 마량       | 가래, 장용, 덕동, 석치, 청용, 교성, 가교회관                                             | 왕복 1회                                |                      |
| 어두 ~ 마량            | 고금여객       | 어두       | ↔        | 마량       | 당목, 장용, 덕동, 석치, 청용, 교성, 가교회관                                             | 왕복 3회                                |                      |
| 석치 ~ 가교            | 고금여객       | 석치       | ↔        | 가교       | 청용, 청학, 월장, 진등, 교성, 고금대교, 가교회관                                         | 왕복 10회                               |                      |
| 당목 ~ 상정            | 고금여객       | 당목       | ↔        | 상정       | 해동, 가래, 장용, 덕동, 석치, 대곡                                                       | 왕복 8회                                |                      |
| 어두 ~ 상정            | 고금여객       | 어두       | ↔        | 상정       | 당목, 해동, 가래, 장용, 덕동, 석치, 대곡                                                 | 왕복 1회                                |                      |
| 석치 ~ 상정            | 고금여객       | 석치       | ↔        | 상정       | 대곡, 회룡                                                                               | 왕복 5회                                |                      |
| 석치 ~ 용초            | 고금여객       | 석치       | ↔        | 용초       | 봉명, 칠인                                                                               | 왕복 4회                                |                      |
| 석치 ~ 석치            | 고금여객       | 석치       | ↔        | 석치       | 신장, 내동, 충무, 세동, 항동                                                             | 편도 2회                                |                      |
| 석치 ~ 석치            | 고금여객       | 석치       | ↔        | 석치       | 신장, 내동, 충무, 윤동, 덕동(보건지소)                                                   | 편도 3회                                |                      |
| 석치 ~ 봉성            | 고금여객       | 석치       | ↔        | 봉성       | 장중, 봉암, 장항                                                                         | 왕복 5회                                |                      |
| 석치 ~ 척찬            | 고금여객       | 석치       | ↔        | 척찬       | 도남, 부곡                                                                               | 왕복 10회                               |                      |
| 석치 ~ 청학            | 고금여객       | 석치       | ↔        | 청학       | 청학입구, 먹골                                                                           | 왕복 3회                                |                      |
| 신지,송곡 ~ 완도중학교 | 고금여객       | 신지,송곡  | ↔        | 완도중학교 | 가용리, 5일시장, 중앙시장, 축협, 군청                                                    | 왕복 7~9회                              | 장날에 2회 증회 운행 |
| 도청 ~ 상서            | 청산여객       | 도청       | ↔        | 상서       | 당리, 읍리, 청계, 신풍, 양지, 중흥, 신흥, 동촌                                           | 왕복 8회                                |                      |
| 도청 ~ 권덕            | 청산여객       | 도청       | ↔        | 권덕       | 구장                                                                                     | 왕복 2회                                |                      |
| 도청 ~ 진산            | 청산마을버스   | 도청       | ↔        | 진산       | 지리, 국화                                                                               | 왕복 5회                                |                      |
| 도청 ~ 권덕            | 청산마을버스   | 도청       | ↔        | 권덕       | 구장                                                                                     | 왕복 2회                                |                      |
| 도청 ~ 도청            | 나비야청산가자 | 도청       | ↔        | 도청       | 당리, 읍리, 범바위, 신흥해수욕장(목섬), 진산리(갯돌밭), 지리해수욕장                     | 유동적 운행                             |                      |
| 보길,청별 ~ 노화,동천  | 소안농협       | 보길,청별  | ↔        | 노화,동천  | 노화이목                                                                                 | 왕복 12회                               |                      |
| 청별 ~ 예송            | 보길여객       | 청별       | ↔        | 예송       | 월송                                                                                     | 왕복 5회                                |                      |
| 청별 ~ 백도            | 보길여객       | 청별       | ↔        | 백도       | 월송, 통리, 여항, 중리                                                                   | 왕복 5회                                |                      |
| 청별 ~ 보옥            | 보길여객       | 청별       | ↔        | 보옥       | 부황, 정동, 정자, 선창                                                                   | 왕복 5회                                |                      |
| 청별 ~ 부용            | 보길여객       | 청별       | ↔        | 보옥       | 부항                                                                                     | 왕복 4회                                |                      |
| 청별 ~ 이목            | 보길여객       | 청별       | ↔        | 이목       |                                                                                          | 왕복 4회                                |                      |
| 서성 ~ 용출            | 생일마을버스   | 서성       | ↔        | 용출       | 굴전리                                                                                   | 왕복 5회                                |                      |
| 서성 ~ 금곡            | 생일마을버스   | 서성       | ↔        | 금곡       | 유촌리                                                                                   | 왕복 5회                                |                      |

## 갤러리

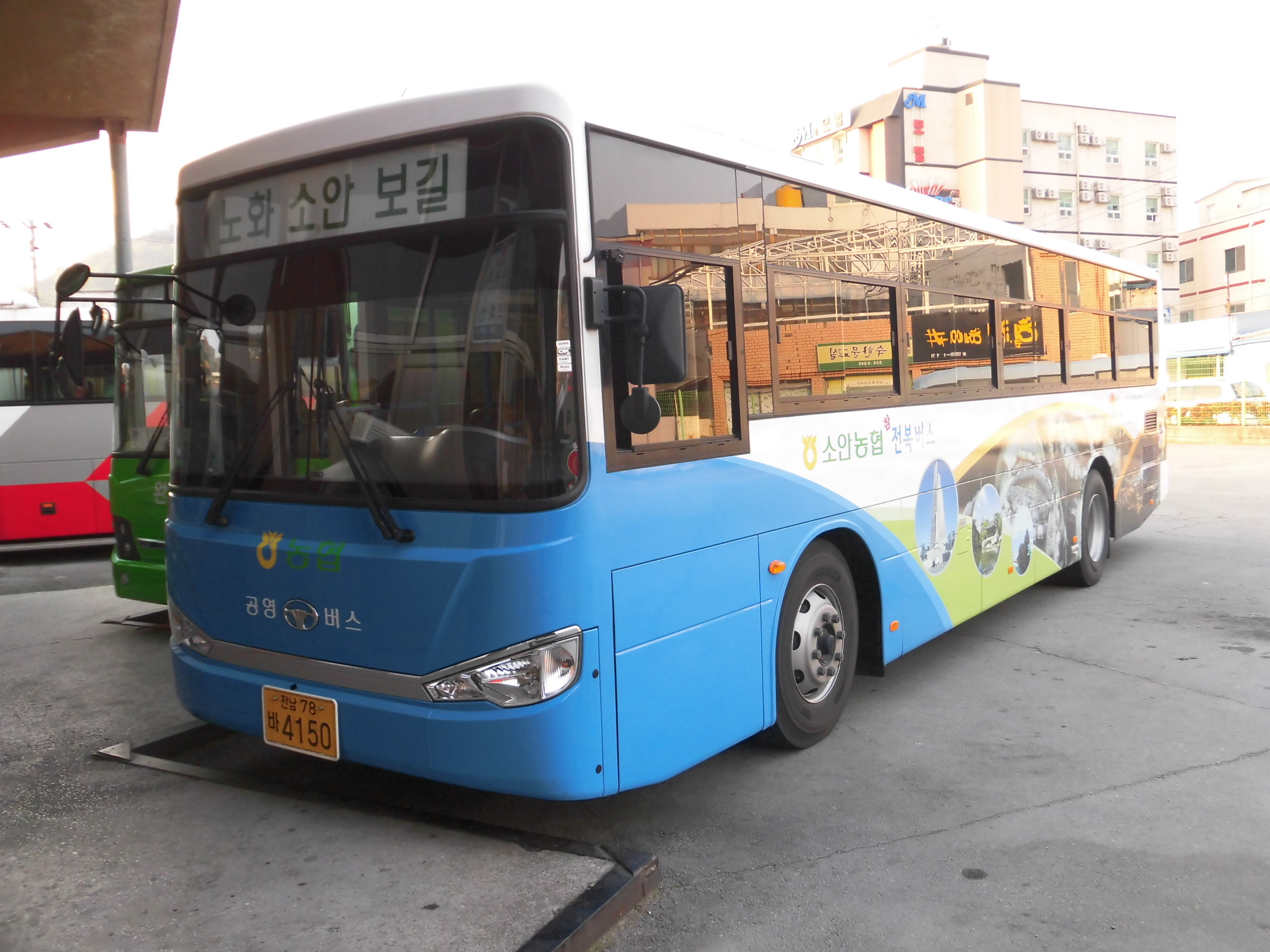
소안여객에서 운행하는 버스